# Здоровцев, Степан Иванович
Степа́н Ива́нович Здо́ровцев (1916—1941) — Герой Советского Союза, командир звена 158-го истребительного авиационного полка (39-я истребительная авиационная дивизия, Северный фронт), младший лейтенант.

## Биография
Родился 24 декабря 1916 года на хуторе Золотарёвском, Кочетовской станицы 1-го Донского округа Области Войска Донского, ныне Семикаракорского района Ростовской области, в семье донского казака. 
Член ВЛКСМ, кандидат в члены ВКП(б).
В 1929 году его семья переезжает в станицу Константиновскую Ростовской области, где Степан продолжает учиться. В 1933 году окончил 9 классов и в этом же году поступил и окончил тракторно-механическую школу (ныне ГБПОУ РО «Константиновский технологический техникум» носит его имя, на здании — мемориальная доска, во дворе училища установлен бюст героя).
После переезда семьи в город Астрахань устроился в судоремонтные мастерские. Вскоре Здоровцев сдал экзамены на моториста баркаса и перешёл работать сначала на Чапаевский рыбный промысел, а потом механиком баркаса в ОСВОД. Работал инструктором Нижневолжского комитета профсоюза речников и одновременно учился в Астраханском аэроклубе.
В РККА с 1938 года. Окончил Сталинградское военное авиационное училище в октябре 1940 года и был направлен служить в 158-й истребительный авиационный полк Ленинградского военного округа.
Участник Великой Отечественной войны с первого её дня. Командир звена 158-го истребительного авиационного полка (39-я истребительная авиационная дивизия, Северный фронт) — Здоровцев С. И. отличился, прикрывая в составе полка воздушные подходы к Ленинграду в районе Пскова. 28 июня 1941 года в воздушном бою с тремя вражескими бомбардировщиками, израсходовав боезапас, таранным ударом сбил немецкий самолёт «Юнкерс-88», сохранив при этом свой.
Указом Президиума Верховного Совета СССР от 8 июля 1941 года «за образцовое выполнение боевых заданий Командования на фронте борьбы с германским фашизмом и проявленные при этом отвагу и геройство» (за совершённый воздушный таран) младшему лейтенанту Степану Ивановичу Здоровцеву было присвоено звание Героя Советского Союза.
9 июля 1941 года однополчане поздравили Героя с этим высоким званием. После торжественного построения младший лейтенант Здоровцев вылетел на разведку. На обратном пути в районе Пскова он встретил группу вражеских истребителей и вступил с ними в бой. Силы оказались слишком неравными, в этом бою Здоровцев погиб (в архивах Министерства обороны дата гибели указана 13 июля 1941 года).

## Награды

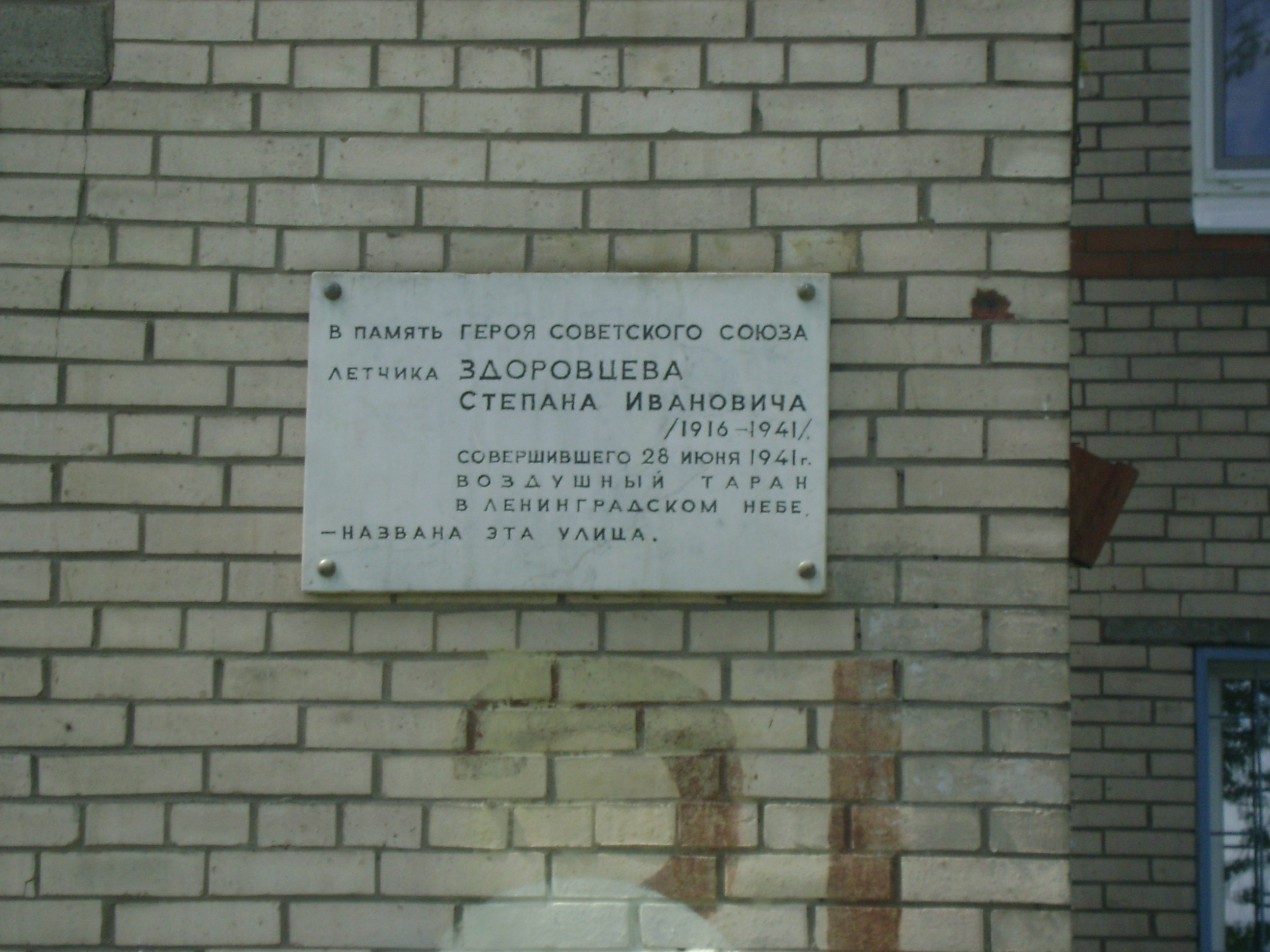
Мемориальная доска на ул. Здоровцева в Санкт-Петербурге.

- Герой Советского Союза (8 июля 1941, медаль «Золотая Звезда»)[3], Орден Ленина (8 июля 1941) — за образцовое выполнение боевых заданий Командования на фронте борьбы с германским фашизмом»[3]

## Память
- «Лейтенант Здоровцев» — колёсный буксирный пароход проекта 732 (1949 г.) Камского речного пароходства МРФ РСФСР.
- «Лейтенант Здоровцев» — колёсный буксирный пароход проекта 732 (1951 г.) Западно-Сибирского государственного речного пароходства МРФ СССР.
- На Волге именем Героя в мае 1975 года был назван пассажирский теплоход «Степан Здоровцев» проекта 305 Волжского пароходства.
- В Ленинграде 6 июня 1975 года в честь Героя переименована улица. В Астрахани, Волгограде и Донецке в честь Здоровцева названы улицы.
- В Астрахани Здоровцеву установлен памятник в 1966 году на улице Яблочкова перед зданием школы-интернат носящим его имя, 5 ноября 2020 года проведена его реставрация средствами СБЕРБАНКА.
- Приказом Министра Обороны СССР С. И. Здоровцев навечно зачислен в списки воинской части[4].
- Подвиг С. И. Здоровцева увековечен на стеле «Город воинской славы», открытой во Пскове 22 июля 2010 года.
- Мемориальная доска в память о Здоровцеве установлена Российским военно-историческим обществом на здании Золотарёвской средней школы, где он учился.
- 5 сентября 2018 года была открыта мемориальная доска на фасаде дома № 1 на одноименной улице при участии Олега Шеина[5], в его честь названа одна из улиц. Также его имя носят школы во многих населённых пунктах страны.
- 29 июня 2021 года на фасаде здания Астраханского ДОСААФ была установлена мемориальная доска в честь Степана Ивановича Здоровцева[6].